# Neroccio de' Landi

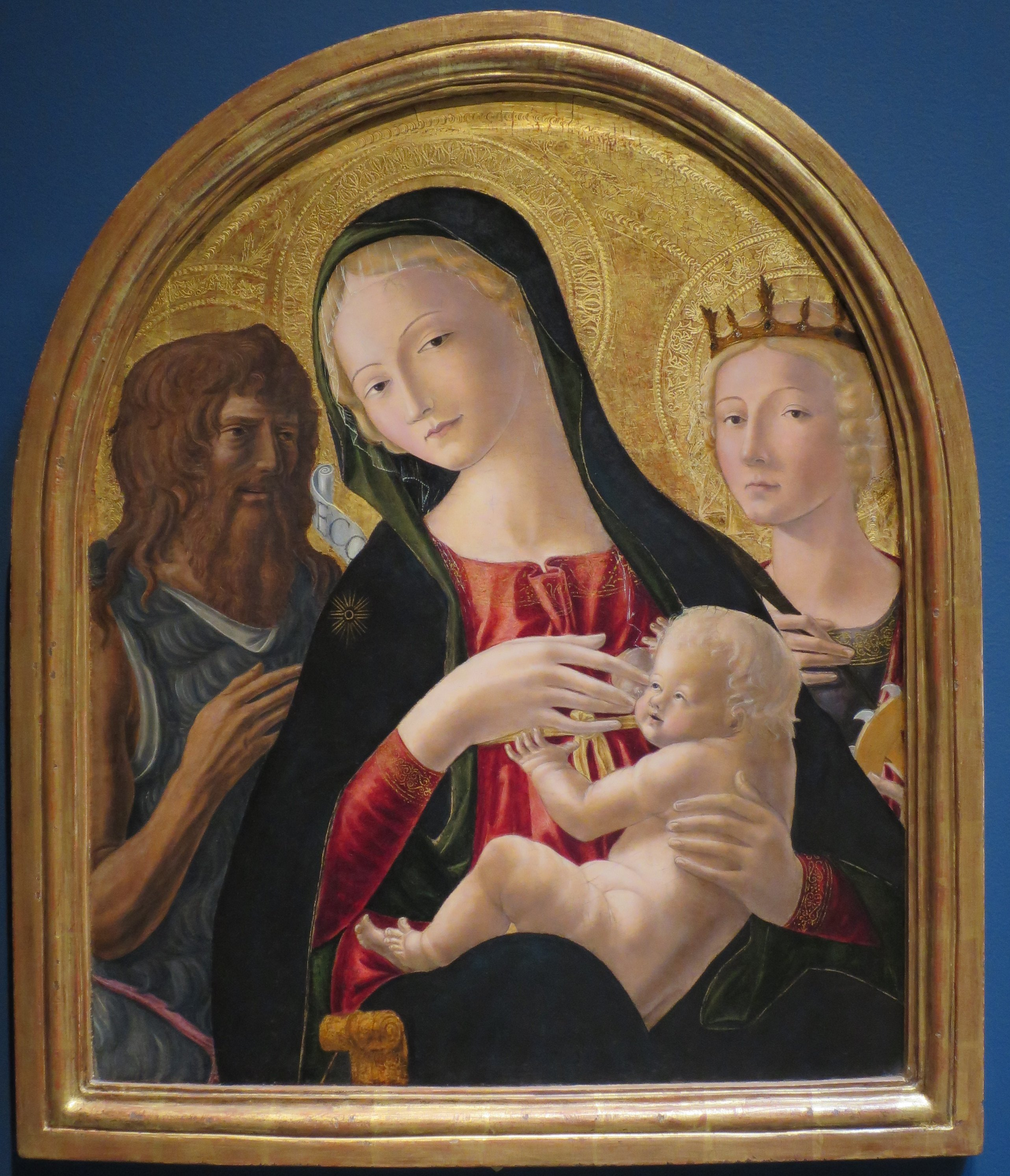
Virgen con el Niño, San Juanito y Santa Catalina de Alejandría.

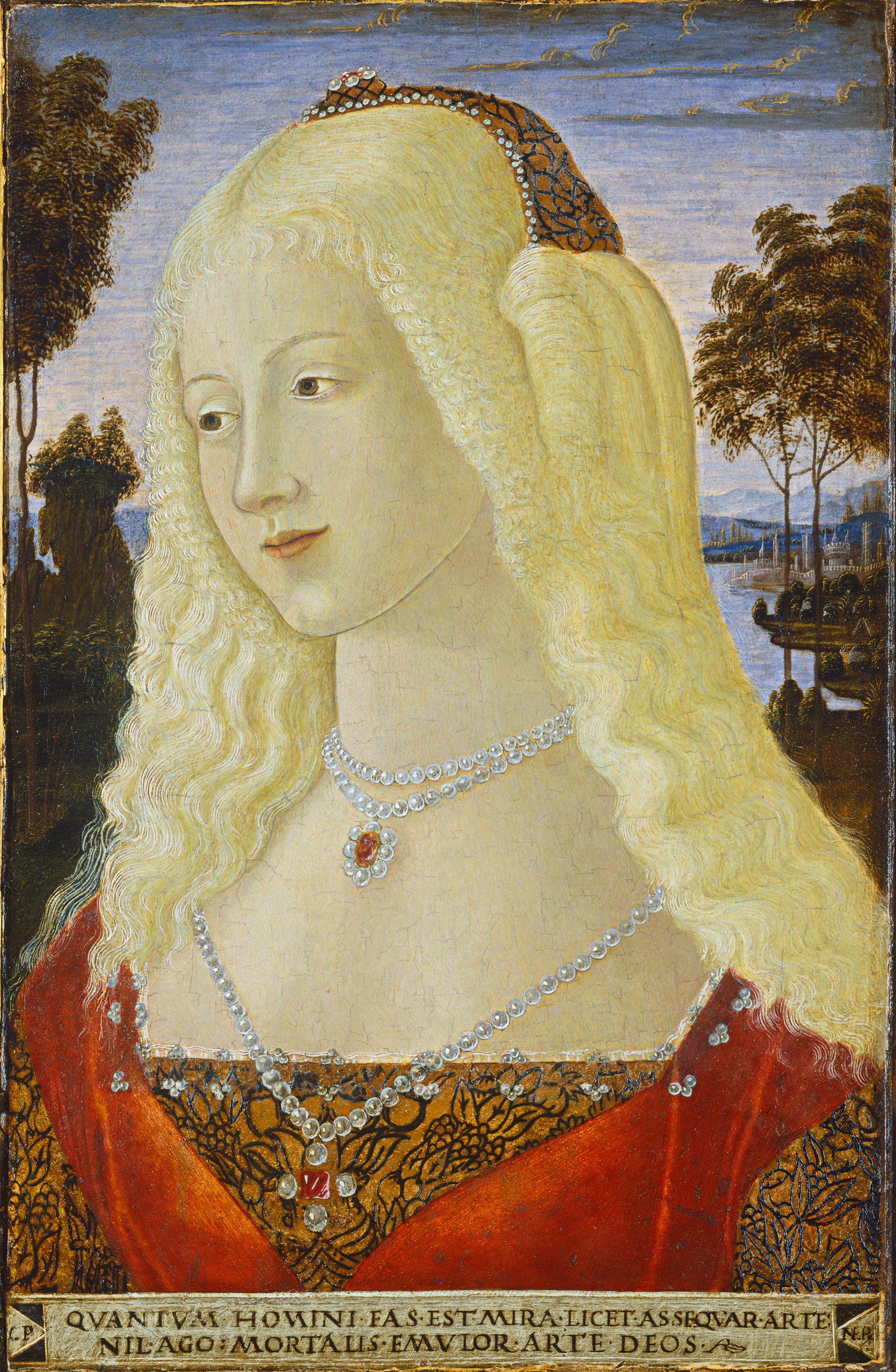
Retrato de dama, National Gallery of Washington.

Neroccio di Bartolomeo di Benedetto de' Landi (Siena, 1447 - 1500) fue un pintor renacentista italiano.

## Biografía
Nacido en una aristocrática familia sienesa, se formó junto a Vecchietta. Ya como artista independiente, compartió taller con Francesco di Giorgio Martini desde el año 1475, aunque ya en 1468 tenemos noticias de su actividad, cuando la Cofradía de San Girolamo de Siena le encargó un retablo y una escultura de terracota policromada. Estilísticamente estuvo plenamente integrado en la corriente cuatrocentista; no obstante su pintura mezcla los viejos motivos sieneses con una nueva sensibilidad, elegante y algo ingenua, tal vez adquirida en Florencia con el ejemplo de maestros más avanzados como Filippo Lippi o Andrea del Verrocchio.
Neroccio se especializó en obras religiosas de pequeño formato, donde los personajes se hallan inmersos en líricos y delicados ambientes. Una notable excepción dentro de su producción es el notable Retrato de una dama conservado en Washington, obra tardía que supone toda una rareza dentro del arte cuatrocentista sienés. Su hermoso uso del color y su capacidad de adaptarse a diferentes soportes hicieron de él un artista de notable éxito entre sus contemporáneos. Entre sus obras no pictóricas podemos citar del diseño de los mosaicos de la Catedral de Siena (Sibila Helespóntica, 1483) o diversas esculturas (Santa Catalina de Siena, Oratorio de Santa Catalina, Siena, 1474).

## Obras destacadas
- Virgen con el Niño (1460-1470, Museo Poldi Pezzoli, Milán)
- Virgen con el Niño (1470-1475, Accademia Carrara, Bergamo)
- Virgen con el Niño, San Juanito y San Antonio (Museo del Louvre, París)
- Episodios de la Vida de San Benito (1475, Uffizi, Florencia), tradicionalmente atribuidos a Francisco di Giorgio.
- La Batalla de Actium (1475-1480, North Carolina Museum of Art, Raleigh)
- Visita de Cleopatra a Antonio (1475-1480, North Carolina Museum of Art, Raleigh)
- Virgen con el Niño entre San Bernardino y San Miguel Arcángel (1476, Pinacoteca Nazionale, Siena)
- Virgen con el Niño entre San Jerónimo y San Bernardino de Siena (1476, Pinacoteca Nazionale, Siena)
- Anunciación (1476, Yale University, New Haven)
- Virgen con el Niño, San Juanito y Santa Catalina de Alejandría (1476-1480, Norton Simon Museum, Pasadena)
- Virgen de la Anunciación (1477-1480, Museum of Fine Arts, Boston)
- Retrato de una dama (c. 1485, National Gallery of Washington)
- Virgen con el Niño y jilguero (c. 1490, Cleveland Museum of Art)
- Virgen con el Niño y los santos Jerónimo y María Magdalena (c. 1490, Metropolitan Museum of Art, NY)
- Claudia Quinta (1490-1495, National Gallery of Washington)
- Virgen con el Niño, San Antonio Abad y San Segismundo (1490-1495, National Gallery of Washington)
- Virgen con el Niño, San Juanito y Santa María Magdalena (1495, Museum of Art, Indianapolis)
- Virgen con el Niño y santos (c. 1500, Snite Museum of Art, Notre Dame)